# Lavault-de-Frétoy
Lavault-de-Frétoy – miejscowość i gmina we Francji, w regionie Burgundia-Franche-Comté, w departamencie Nièvre.
Według danych na rok 1990 gminę zamieszkiwało 71 osób, a gęstość zaludnienia wynosiła 5 osób/km² (wśród 2044 gmin Burgundii Lavault-de-Frétoy plasuje się na 839. miejscu pod względem liczby ludności, natomiast pod względem powierzchni na miejscu 687.).